# 부용당
부용당(芙蓉堂)은 황해남도 해주시 부용동에 있는 조선 시대의 누정이다. 부용당은 아담하지만 탁월한 조형미를 보여주는 건축물로 알려져 있다. 하지만, 아쉽게도 6·25 때 불에 타 사라졌다. 그러나 이후 복원되었으며, 조선민주주의인민공화국의 국보 제68호로 지정되었다. 누정은 정면 5칸, 측면 3칸으로 주변의 연못과 함께 아름다운 풍경을 자랑하는 것으로 알려져 있다.